# Czerwena woda
Czerwena woda (bułg. Червена вода) – wieś w Bułgarii, w obwodzie Ruse, w gminie Ruse. Według danych szacunkowych Ujednoliconego Systemu Ewidencji Ludności oraz Usług Administracyjnych dla Ludności, 15 grudnia 2018 roku miejscowość liczyła 1426 mieszkańców.

## Urodzeni w Czerwenej wodzie
- Stefan Canew – bułgarski dramaturg